# ロバート・カートレット (第3代グランヴィル伯爵)
第3代グランヴィル伯爵ロバート・カートレット（英語: Robert Carteret, 3rd Earl Granville、1721年9月21日 – 1776年2月13日）は、グレートブリテン王国の貴族、政治家。1744年から1763年までカートレット卿の儀礼称号を使用した。

## 生涯
第2代グランヴィル伯爵ジョン・カートレットと1人目の妻フランシス・ウォーズリー（Frances Worsley、1743年没、第4代準男爵ロバート・ウォーズリーの娘）の息子として、1721年9月21日に生まれた。1731年から1738年までウェストミンスター・スクールで教育を受けた後、1738年7月4日にオックスフォード大学セント・ジョンズ・カレッジに入学、1743年3月26日にM.A.の学位を修得した。
1744年12月、ヤーマス選挙区の補欠選挙で出馬して当選したが、1747年イギリス総選挙では出馬しなかった。
1763年1月2日に父が死去すると、グランヴィル伯爵の爵位を継承した。
1776年2月13日に死去、後継者がおらず爵位は全て断絶した。

## 家族
エリザベート（Elizabeth、1771年12月以前没）というフランス人女性と結婚したとされる。